# Opération Crossbow (film)
Pour les articles homonymes, voir Crossbow.
Pour plus de détails, voir Fiche technique et Distribution.
Opération Crossbow (titre original : Operation Crossbow) est un film britannique réalisé par Michael Anderson et sorti en 1965.

## Synopsis
En décembre 1942, les services secrets anglais reçoivent des rapports faisant état de la mise au point par les Allemands de nouvelles armes dévastatrices (V1). Le professeur Lindemann, conseiller scientifique de Winston Churchill, se montre des plus sceptiques quant à la réalité de l'information et les Alliés concluent un peu trop hâtivement à une manœuvre d'intoxication. Des savants, placés sous les ordres du général Ziemann, se livrent pourtant bel et bien à des essais de nouvelles bombes volantes dans la base secrète de Peenemünde, sur les bords de la mer Baltique.
Afin de déterminer la nature exacte des recherches allemandes et faciliter la destruction des installations de Peenemünde, trois agents sont recrutés au sein des forces alliées. Scientifiques de formation et experts en langues étrangères, ils ont pour mission de se faire passer pour des ingénieurs pro-nazis (entre-temps décédés, ce que les Allemands, désespérément à la recherche d'experts en balistique, semblent ignorer).
Ce film est basé sur des faits réels (l'Opération Crossbow du titre) et aura une suite officieuse en 1969, Opération V2.

## Fiche technique
- Titre : Opération Crossbow
- Titre d'origine : Operation Crossbow
- Réalisation : Michael Anderson
- Scénario : Emeric Pressburger, Derry Quinn et Ray Rigby, d'après une histoire de Duilio Coletti et Vittoriano Petrilli
- Musique : Ron Goodwin
- Photographie : Erwin Hillier
- Cadrage : Robert Kindred
- Son : Gerry Turner, A.W. Watkins
- Direction artistique : Elliot Scott
- Effets spéciaux : Tom Howard, Martin Gutteridge, Jimmy Harris, Garth Inns
- Montage : Ernest Walter
- Pays d'origine :  Royaume-Uni
- Langues de tournage : allemand, anglais
- Début du tournage : 20 juillet 1964
- Tournage : Studios MGM de Borehamwood (Royaume-Uni)
- Producteur : Carlo Ponti
- Société de production : Metro-Goldwyn-Mayer
- Société de distribution : Metro-Goldwyn-Mayer
- Format : couleur par Metrocolor et noir et blanc  (séquences d'archives) — Panavision :
  - Version 35 mm — 2.35:1 — son monophonique (Westrex Recording System)
  - Version 70 mm — 2.20:1 — son stéréo 6 pistes (Westrex Recording System)
- Genre : film d'espionnage, film de guerre
- Durée : 116 minutes
- Date de sortie : mars 1965 au  Royaume-Uni

## Distribution
- George Peppard (V.F. Jean-Claude Michel) : le lieutenant John Curtis
- Sophia Loren (V.F. Jacqueline Carrel) : Nora
- Trevor Howard (V.F. André Valmy) : le professeur Lindemann
- John Mills (V.F. Roland Ménard) : le général Boyd
- Richard Johnson (V.F. Bernard Noël) : Duncan Sandys
- Tom Courtenay (V.F. Philippe Ogouz) : Robert Henshaw
- Jeremy Kemp (V.F. Gabriel Cattand) : Phil Bradley
- Anthony Quayle (V.F. William Sabatier) : Bamford
- Lilli Palmer : Frieda
- Barbara Rütting : Hanna Reitsch
- Paul Henreid : le général Ziemann
- Helmut Dantine : le général Linz
- Richard Todd : Kendall
- Patrick Wymark : Winston Churchill
- Maurice Denham : un officier de la RAF
- Karel Stepanek : le professeur Hoffer
- Anton Diffring, Carl Duering, Philip Madoc, George Mikell : officiers allemands

## Distinction
- Festival de San Sebastián 1965 : Prix de la meilleure actrice à Lilli Palmer

## Autour du film
- La scène du convoi de camions transportant les ingénieurs vers l'usine a été tournée dans les Gorges du Pichoux (Jura suisse).